# Legge dell'indipendente mobilità degli ioni
La legge dell'indipendente mobilità degli ioni o legge di Kohlrausch della migrazione indipendente degli ioni o semplicemente legge di Kohlrausch (dedotta da Friedrich Kohlrausch nel 1900) permette di calcolare la conduttività ionica equivalente limite (cioè in condizioni di diluizione infinita) di elettroliti deboli e forti sulla base del presupposto che a diluizione infinita le conduttività equivalenti non risentono dell'effetto di interazione degli ioni presenti in soluzione. Ciò è imputabile all'elevata distanza reciproca alla quale si trovano gli ioni, condizione che permette loro di non rimanere "invischiati" a causa di interazioni elettrostatiche di tipo coulombiano. 
In termini matematici, la legge afferma che la conduttività ionica equivalente limite di un elettrolita, indicata con {\displaystyle \Lambda _{0}}, è data dalla somma delle conducibilità ioniche a diluizione infinita dei singoli ioni che lo compongono, {\displaystyle \lambda _{0}^{+}} e {\displaystyle \lambda _{0}^{-}}:
{\displaystyle \Lambda _{0}=\lambda _{0}^{+}+\lambda _{0}^{-}}
Kohlrausch formulò la legge dell'indipendente mobilità degli ioni notando da dati sperimentali che la differenza tra valori di {\displaystyle \Lambda _{0}} di soluzioni di elettroliti forti, aventi in comune lo stesso catione o lo stesso anione, era praticamente costante in relazione allo stesso solvente e a temperatura costante. Ciò non sarebbe stato possibile se gli ioni avessero risentito di reciproche interazioni.

## Legge di Kohlrausch espressa in termini di mobilità ioniche
Le conducibilità ioniche dei singoli ioni possono essere espressi in termini di mobilità ioniche:
{\displaystyle \lambda ^{+}=\alpha Fu^{+}}
{\displaystyle \lambda ^{-}=\alpha Fu^{-}}
essendo {\displaystyle F} la costante di Faraday e {\displaystyle \alpha } il grado di dissociazione.
A diluizione infinita {\displaystyle \alpha \to 1} e {\displaystyle u_{i}\to u_{0,i}}, per cui:
{\displaystyle \lambda _{0}^{+}=Fu_{0}^{+}}
{\displaystyle \lambda _{0}^{-}=Fu_{0}^{-}}
Sostituendo nella legge di Kohlrausch, si ottiene:
{\displaystyle \Lambda _{0}=F(u^{+}+u^{-})}
La mobilità ionica non va confusa con la velocità di migrazione, dovuta all'azione di un certo gradiente di potenziale elettrico applicato.

## Esempio applicativo
Come corollario della legge, risulta possibile calcolare i valori di {\displaystyle \Lambda _{0}} sconosciuti combinando matematicamente, in modo opportuno, i valori tabulati relativi agli ioni, ottenuti per estrapolazione grafica delle conduttività ioniche equivalente di elettroliti forti.
Ad esempio, si vuole calcolare {\displaystyle \Lambda _{0}} dell'acido cianidrico, HCN:
{\displaystyle \Lambda _{0}(\mathrm {HCN} )=\lambda _{0}(\mathrm {H^{+}} )+\lambda _{0}(\mathrm {CN^{-}} )}
Occorre quindi combinare i valori noti di {\displaystyle \lambda _{0}} in modo da ottenere quelli incogniti. Ad esempio, consideriamo KCN per lo ione cianuro, HCl per quello idronio e sottraiamo il valore del KCl ottenuto, che non ci interessa:
{\displaystyle \lambda _{0}(\mathrm {H^{+}} )+\lambda _{0}(\mathrm {CN^{-}} )=\lambda _{0}(\mathrm {K^{+}} )+\lambda _{0}(\mathrm {CN^{-}} )+\lambda _{0}(\mathrm {H^{+}} )+\lambda _{0}(\mathrm {Cl^{-}} )-\lambda _{0}(\mathrm {K^{+}} )-\lambda _{0}(\mathrm {Cl^{-}} )}
che equivale a:
{\displaystyle \Lambda _{0}(\mathrm {HCN} )=\Lambda _{0}(\mathrm {KCN} )+\Lambda _{0}(\mathrm {HCl} )-\Lambda _{0}(\mathrm {KCl} )=432\;\mathrm {S} \,\mathrm {cm} ^{2}}